# یان بروکهوف
یان بروکهوف (انگلیسی: Jan Brockhoff؛ زادهٔ ۳ دسامبر ۱۹۹۴ ‏(۳۰ سال)) دوچرخه‌سوار اهل آلمان است.